# Harald Gad
Harald Blicher Gad (født 12. december 1884 i Odense, død 26. september 1940 på Frederiksberg) var en dansk funktionalistisk arkitekt, bror til maleren Mogens Gad.

## Karriere
Harald Gad var søn af grosserer Hother Claus Gad (1857-1886) og Thora Christiane født Blicher. Gad blev udlært tømrersvend 1906 og tog samme år afgang fra Det tekniske Selskabs Skole i København, blev optaget på Kunstakademiets Arkitektskole i september 1907 og tog afgang som arkitekt maj 1917. Undervejs var Gad medhjælper hos Johannes Magdahl Nielsen 1906, hos Poul Holsøe 1907-10, hos Gotfred Tvede fra 1910 til 1937 (for denne konduktør bl.a. ved Finsens medicinske Lysinstitut (1920-22), ved ØK's bygning på Strandboulevarden (1922-23) og ved ombygningen af Moltkes Palæ for Haandværkerforeningen). Fra 1916 drev han egen tegnestue, men arbejdede samtidig for Tvede.
Gad var i Tyskland 1911 og modtog 1917-18 K.A. Larssens og Hustru L.M. Larssens født Thodbergs Legat, for hvilket han rejste i Sverige 1919 og Italien 1921.
Stilmæssigt fulgte han Tvedes udviklingsmønster: Begyndte i nybarokken, indoptog nyklassicismen og endte som funktionalist (hospitalsbyggerierne).
Han blev gift 22. maj 1914 med Ellen Marie Hansen (8. september 1884 i København - 3. august 1933 smst.), datter af bankkasserer Peter Ursin Hansen og Julie Marie Kathrine født Kyhn.
Han er begravet på Holmens Kirkegård.

## Værker
- Banken for Grenaa og Omegn (1920, 1. præmie i konkurrence 1919)
- Børnesanatorium ved Maniitsoq (Sukkertoppen) (1925)
- Ortopædisk Hospital, Lyngbyvej, København (1933-35, senere plejehjem, nu ungdomsboliger)
- Ortopædisk Hospital, Aarhus (1938-49, sammen med C.F. Møller)
- Udvidelse af Diakonissestiftelsen, kirurgisk afdeling, Frederiksberg (1937-39)
- Udvidelse af ØKs hovedbygning, Holbergsgade, København (1937-39, hele anlægget bombesprængt ved schalburgtage 1944)
- Funktionærbolig ved Amtssygehuset i Rønne (1940, sammen med Vilhelm Groth-Hansen)
- Beboelsesejendom, Strandvejen 170, Charlottenlund (1941, sammen med samme, præmieret af Gentofte Kommune)

Konkurrencer:
- Et høstblomstsanatorium (1. præmie 1912)
- Politikens konkurrence om sommerhuse (2. præmie 1912)
- Rådhus i Skagen (1. præmie 1918, sammen med Niels Arp-Nielsen)
- Skole i Gladsaxe (1. præmie 1919, sammen med samme)
- Banken for Grenaa og Omegn (1. præmie 1919)